# Investiční zlato

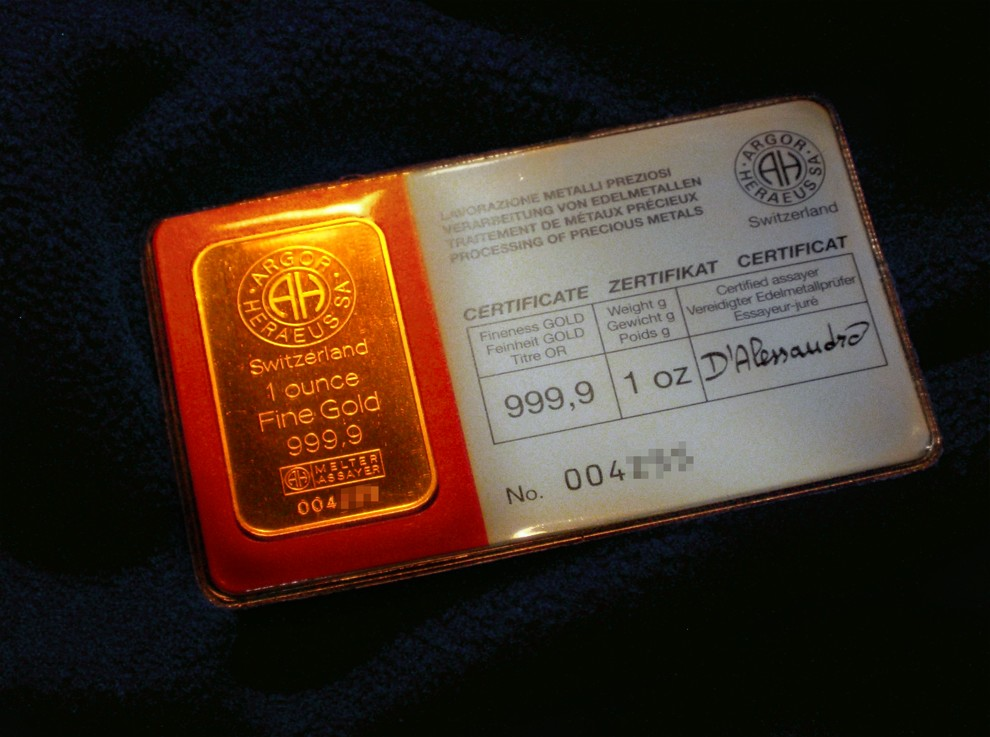
Troyská unce investičního zlata, včetně certifikátu

Investiční zlato je zvláštní forma zlata, která je používána jako investiční nástroj podobně jako například cenné papíry. Jedná se především o zlaté mince a slitky (cihly), které nejsou kupovány ze sběratelských, numismatických důvodů, ale jako investice, tj. k uložení papírových peněz.

## Historie
Zlato bylo využíváno jako jistá forma peněz přinejmenším od roku 560 př. n. l. Situace se však začala měnit po první světové válce. Do té doby sloužilo zlato uložené ve státních bankách jako zlatý standard. Centrální banky držely fyzicky zlato, aby jím garantovaly hodnotu státem vydávané měny. Platilo to téměř celosvětově. Americký dolar byl tak například definován jako 1/20 unce zlata. Tato propojenost zlata a měn znemožňovala vydávat nové a nekryté peníze. Jenže s první světovou válkou se to změnilo. Kvůli enormním válečným výdajům začaly země od garance zlatem upouštět. Tyto kroky vyvolaly inflaci, vysoké německé reparace v Německu pak dokonce hyperinflaci.
Po druhé světové válce měl stejné situaci zabránit Brettonwoodský měnový systém. Ten byl podepsaný v červenci roku 1944 a stal se platný o rok později. Znamenal přímé napojení amerického dolaru na zlato a všech ostatních měn na americký dolar. Dolar získal hodnotu 1/35 unce zlata. Dohoda ale vydržela jen necelých třicet let. Upustilo se od ní roku 1971. Tím padly pevně dané kurzy měn i zlata a vznikly podmínky pro současné určování ceny, kdy hodnotu měn i zlata určuje tržní nabídka a poptávka. Následkem toho cena zlata začala prudce stoupat.
Rok 1971 byl tedy i počátkem doby, od které lze do zlata investovat. Nejčastěji se Investuje do tzv. investičního zlata, které je certifikovaným zlatým slitkem. Slitek je opatřený puncem a patřičným certifikátem. Užité zlato má nejvyšší kvalitu, je to ryzí zlato = 24 karátů = 999/1000. Pro obchodování se jako jednotka hmotnosti používá trojská unce, což odpovídá 31,1035 g. Investiční zlato je dle evropské legislativy osvobozeno od DPH.
Ačkoliv tedy byla s koncem Brettonwoodského systému funkce zlata jako platidla zásadně omezena, je stále považováno za nositele hodnoty, především v dobách krize.
Centrální banky si uchovávají stále velké zlaté rezervy. Česká republika má většinu zlata v Londýně. Některé státy ho z Londýna stahují k sobě.

## Zlato jako finanční aktivum
Zlato a jiné cenné kovy jsou aktiva, která jsou hmotná i likvidní (jednoduše obchodovatelná), na rozdíl od nemovitostí, která jsou hmotná ale nejsou likvidní.
Na Zemi je pouze omezená zásoba zlata, která čítá asi 170 tisíc tun. Kvůli tomuto omezení a vlastnostem, jako je stálost, inertnost, vysoká hustota a odolnost proti korozi, které zlatu předurčují široké využití ve šperkařství, průmyslu a finančnictví, jeho cena z dlouhodobého hlediska neustále roste.
V minulosti byla výhoda zlata i fakt, že šlo Archimédovým zákonem velmi snadno ověřit, že má mince deklarovanou hustotu zlata. Dnes jsou ale některé kovy těžší než zlato, ale zato jsou levnější (např. wolfram). Zatímco si někteří myslí, že zlato je něčím výjimečné na základě jeho kulturní hodnoty a použití jako peněz, jiní považují zlato za podobnou komoditu jako měď nebo olovo.
Přesto je zlato stále zajímavou komoditou, kterou si lidé nakupují do osobního vlastnictví nebo se s ní obchodují na světových burzách. Základní a nejznámější je burza v Londýně, která průběžně zveřejňuje výsledky obchodování London FIX a London SPOT. Světová cena zlata je pak udávaná v amerických dolarech za trojskou unci (USD/oz).

## Nákup zlata ve fyzické formě, tj. investičního zlata

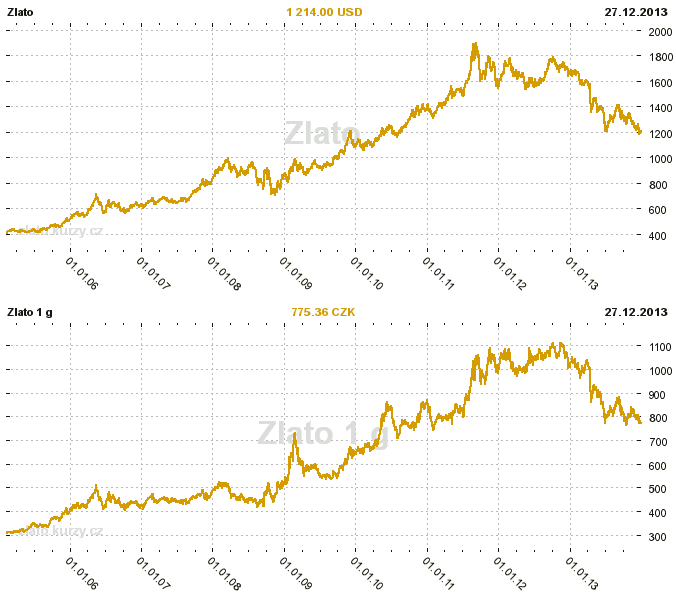
Porovnání vývoje světové ceny zlata,
USD/oz proti CZK/gram, 30.12.2013

Anglický termín pro člověka, nakupujícího fyzické zlato do svého osobního vlastnictví, je "gold bug" (česky zlatý brouk). Obvyklý důvod pro nákup zlata je jeho stále rostoucí cena, která zaručuje dlouhodobé uchování hodnoty investice. Někteří lidé nakupují zlato ve víře, že se současný monetární a finanční svět zhroutí a jenom zlato si uchová svoji hodnotu. Mezi jiné důvody může patřit snaha schování hodnoty například před rodinnými členy nebo před daňovými úřady.

### Investiční slitky
Investoři, kteří chtějí získat zlato do svého vlastnictví, je mohou nakoupit ve formě zlatých slitků (cihel, anglicky gold bars, bullion) nebo zlatých mincí, které se prodávají buď v trojských uncích (oz, 31,103 g) nebo gramech (g), obvykle v hmotnostech 1 g, 5 g, 10 g apod. až 1 kg, v trojských uncích 1/4 oz, 1/2 oz, 1 oz a pak v celých násobcích oz.
Cena zlata (v přepočtu na jednotku hmotnosti) rapidně klesá jak s hmotností jednotlivého kupovaného slitku, tak s celkovým objemem obchodovaného zlata, například některé burzovní ceny jsou uváděny pro 10 kg a více. V českých poměrech je minimální objem 1 g v ceně zhruba 1 000 Kč, 1 kg je pak za cenu okolo 800 000 Kč (prosinec 2013).
Dodávka investičního zlata je v ČR dle § 92 Zákona o dani z přidané hodnoty osvobozena od platby této daně.

### Investiční zlaté mince
Zlaté mince v České republice od roku 1993 emituje Česká národní banka a ražbu provádí Česká mincovna na základě pětiletých emisních plánů.
Zlaté mince se také používají jako investiční zlato, ale v poslední době je po nich mezi sběrateli taková poptávka, že jejich tržní cena vysoko převyšuje cenu obsaženého drahého kovu.
Pro investiční účely jsou proto vhodnější světově uznávané investiční mince. Ty nemají tak vysoké sběratelské prémium a jsou likvidní i mimo ČR a Evropu. Dobrým vodítkem pro posouzení likvidity je certifikace IRA Acceptable, tu uděluje uznávaný penzijní fond ve Spojených státech.

## Nákup zlata kvůli jeho ceně

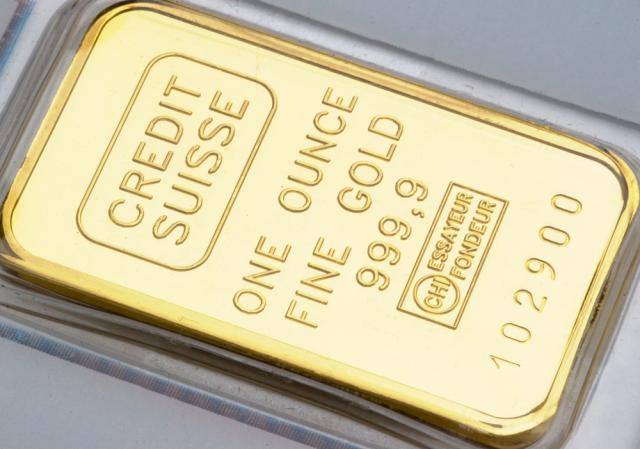
1 trojská unce kovového zlata

Nákup zlata je také možné provést bez jeho fyzické dodávky a to prostřednictvím takzvaných zlatých certifikátů nebo zlatých fondů (např. Central Fund of Canada - ticker CEF), který drží fyzické zlato a stříbro v alokované podobě. Některé investiční strategie považují nákup zlata za formu diverzifikace portfolia. Zlato může být zahrnuto v portfoliích jako forma zajištění proti katastrofám, které mají normálně negativní vliv na ostatní investiční instrumenty.
Z pohledu obchodníka obchodujícího měny je nákup zlata podobný měnové spekulaci. Například pokud se předpokládá, že dolar brzy oslabí, pro obchodníka, který obvykle obchoduje v dolarech může být nákup zlata a jeho pozdější prodání realizace zisku, pokud se předpoklad poklesu vyplní.
Mimo zlata v jeho fyzické formě může obchodník investovat i do instrumentů, které jsou na cenu zlata vázané. Patří mezi ně například futures, ETF (obchodované na burzách v Londýně nebo New Yorku), případně CFD kontrakty či různé akcie společností, jejichž obchod se zlatem souvisí (třeba těžařské společnosti). Dále lze obchodovat i založení účtu u e-gold či podobných služeb nebo účastí na Perth Mint Certificate programu (od 10 tis USD).
Do zlata lze investovat např. i pomocí warrantů, v takovém případě však vyrovnání probíhá ve finanční podobě a k fyzickému dodání kovu nedojde.

## Typy investorů do zlata

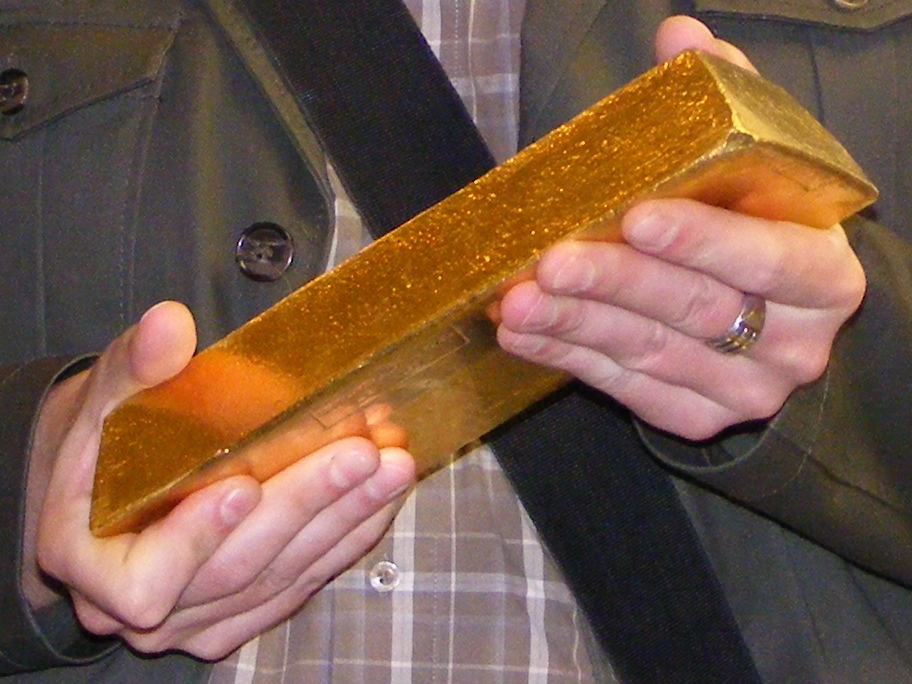
Zlatý ingot - 12,5 kg (400 oz)

Investory do zlata můžeme rozdělit do následující skupin:
- Nákupci aktiv
- Lidé, kteří schovávají bohatství
- Investor, který chce ochránit svůj majetek před inflací a jej touto cestou nejen rozmnožit, ale i stabilizovat
- Centrální banky
- Spekulanti (např. měn, ropy)
- Finanční instituce
- Zlatí brouci (gold bugs - viz výše)
- Liberálové
- Zajišťovatelé portfólií

## Cena zlata

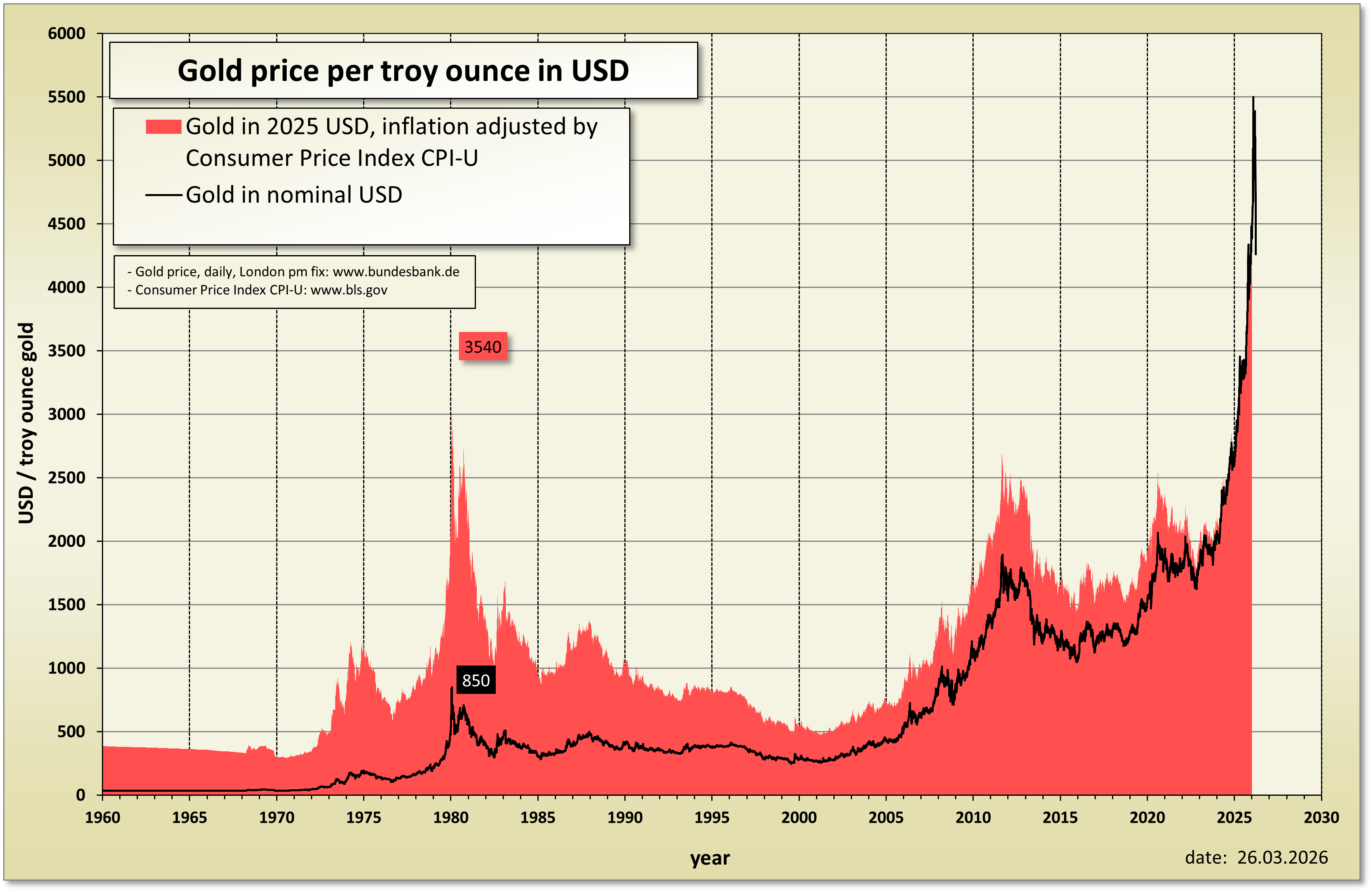
Cena zlata v USD v letech 1960–2020. Nominální (černě) a s ohledem na inflaci (červeně).

Zlato se obchoduje na komoditních trzích, odtud se odvíjí i jeho cena. Standardně se s fyzickým zlatem obchoduje podle cen tzv. "realtime spotu" (okamžitá cena na komoditní burze) nebo podle budoucího fixingu (stop cena vyhlašovaná London Bullion Market Association). K ceně je většinou připočítáváno tzv. Premium (obchodní přirážka - marže), které u seriózních obchodníků dosahuje jen pár procent a případné výrobní náklady (zejména u malých slitků, mincí, šperků apod.)
Tzv. "Fixing" (označovaný jako "Londýnský fix" ve zkratce "Ldnfx") je vyhlašován 2× denně ve všední dny 10:30 (AM) a 15:00 (3:00 PM) středoevropského času. Fixing vyhlašuje mezinárodní sdružení obchodníků s drahými kovy The London Bullion Market Association na základě aktuálního vývoje na Londýnské burze.
Cena fyzického zlata je jen jedna (burzovní cena), rozdílné je jen Premium a výrobní marže, které zásadně závisí na množství odběru. Např.:
- Premium se často uvádí v procentech nebo ve fixní přirážce (např. + 3,0 EUR na unci).
- standardní Premium u 100 g se bude pohybovat někde kolem 2-3% z ceny zlata, zatímco u 2 kg klesne na 1,5 - 2% a u 10 kg na 0.5 - 1% atd.
- k ceně investičních slitků bude připočtena výrobní marže (většinou v rozmezí od 15 do 30 EUR) a premium jak je uvedeno výše. Např.: cena 1 gramu zlatého investičního slitku může být až 2,5 vyšší než je aktuální cena zlata z důvodu velkých nákladů na výrobu). Rozdíly ve výrobní marži jsou v závislosti na mincovně či rafinerii, která slitky vyrobila.
- u ostatních výrobků (šperky, předměty apod.) dosahuje pochopitelně výrobní marže větších hodnot a častokrát je k ceně připočítána ještě umělecká hodnota
- u tzv. komerčního zlata (slitky, plechy, lamino apod.) se počítá většinou jen premium, u specifických polotovarů však přibude i výrobní marže.
Roku 2004 přestal v Číně platit zákaz soukromého vlastnictví zlata. To vedlo k poptávce do zlata, a tak k růstu jeho ceny.
Roku 2016 bylo odhaleno, že přinejmenším v letech 2007 až 2016 bylo při určování ceny zlata s cenou manipulováno, za což byly uděleny velké pokuty. Ostatní investoři rak prodělali.

## Osvobození od DPH
Vstupem ČR do Evropské unie byl novelizován i zákon o dani z přidané hodnoty (zák.235/2004 Sb.  ), který nově definoval investiční zlato a osvobodil je od DPH:
| „                   | § 92 Zvláštní režim pro investiční zlato 1. Investičním zlatem se rozumí - zlato ve tvaru uzančních slitků o hmotnosti připouštěné na trhy zlata a ryzosti nejméně 995 tisícin, - zlaté mince, které - mají ryzost nejméně 900 tisícin, - byly vyraženy po roce 1800, - jsou nebo byly v zemi svého původu zákonným platidlem a - jsou obvykle prodávány za cenu, která nepřevyšuje volnou tržní hodnotu jejich zlatého obsahu o více než 80 %. 2. Česká národní banka uveřejní ve Věstníku České národní banky seznam zlatých mincí, které splňují podmínky podle odstavce 1 písm. b). 3. Od daně je osvobozeno dodání investičního zlata v tuzemsku, pořízení z jiného členského státu a jeho dovoz. Osvobození od daně se vztahuje i na - investiční zlato s osvědčením pro fyzicky alokované a nealokované zlato, - investiční zlato obchodované na zlatých účtech, a to zejména úvěry a swapy zakládající k investičnímu zlatu vlastnické právo nebo právní nárok, nebo - termínované obchody s investičním zlatem, včetně futures a forwardů, které zahrnují převod vlastnického práva nebo právního nároku k investičnímu zlatu. 4. Od daně bez nároku na odpočet daně je osvobozena služba osobou, která jedná jménem a na účet jiné osoby, která spočívá v zajištění dodání zlata. | “ |
| — § 92 zákona o DPH | |   |

Viz též i Směrnice Rady Evropské unie 98/80/ES z 12. října 1998
Seznam mincí dle § 93, odst. 2 najdete ve Věstníku ČNB 2004 - částka 11, Úřední sdělení České národní banky ze dne 19. května 2004 k ustanovení § 92 odst. 1 písm. b) zákona č. 235/2004 Sb., z Věstníku č. 11
Seznam mincí osvobozených od daně dle směrnice Rady 77/388/EHS ze dne 17. května 1977 ve znění směrnice Rady 98/80/ES ze dne 12. října 1998, platný pro rok 2006 najdete v Úředním věstníku C 300, 30/11/2005 S. 0010-0022
Mezi položky které nadále nejsou osvobozeny od DPH patří:
- Mince malých gramáží (zejména 0,5 gramu), které se prodávají s premiem větším než 80 procent ceny Au.
- Medaile z důvodu že se nejedná o zákonné platidlo.
- Slitky ryzího zlata jejichž producenti nejsou akreditováni na mezinárodním trhu zlata.
- Slitky na kterých není vyraženo unikátní sériové číslo.

## Země s největšími zlatými rezervami
| Pořadí | Země                    | Množství (tuny) |
| ------ | ----------------------- | --------------- |
| 1      | Spojené státy americké  | 8133,46         |
| 2      | Německo                 | 3366,77         |
| 3      | Itálie                  | 2451,84         |
| 4      | Francie                 | 2436,07         |
| 5      | Rusko                   | 2219,18         |
| 6      | Čínská lidová republika | 1936,49         |
| 7      | Švýcarsko               | 1040,0          |
| 8      | Japonsko                | 765,22          |
| 9      | Indie                   | 618,16          |
| 10     | Nizozemsko              | 612,45          |
| 11     | ECB                     | 504,8           |
| 12     | Tchaj-wan               | 423,63          |
| 13     | Portugalsko             | 382,54          |
| 14     | Kazachstán              | 379,97          |
| 15     | Uzbekistán              | 327,83          |
| 16     | Saúdská Arábie          | 323,07          |
| 17     | Turecko                 | 320,69          |
| 18     | Spojené království      | 310,29          |
| 19     | Libanon                 | 286,83          |
| 20     | Španělsko               | 281,58          |
| 21     | Rakousko                | 279,99          |
| 22     | Polsko                  | 228,18          |
| 23     | Belgie                  | 227,40          |